# Волейбол на летней Универсиаде 1961
Волейбольный турнир на летней Универсиаде 1961 проходил в городе София (Болгария). Соревнования проводились среди мужских и женских сборных команд. 
Чемпионом Универсиады среди мужчин стала сборная Румынии. Первым чемпионом Универсиад среди женщин стала сборная Советского Союза.

## Медальный зачёт
| Место | Страна       | Золото | Серебро | Бронза | Всего |
| ----- | ------------ | ------ | ------- | ------ | ----- |
| 1     | Румыния      | 1      | 0       | 1      | 2     |
| 2     | СССР         | 1      | 0       | 0      | 1     |
| 3     | Болгария     | 0      | 2       | 0      | 2     |
| 4     | Чехословакия | 0      | 0       | 1      | 1     |
|       | Всего        | 2      | 2       | 2      | 6     |

### Мужчины
| Место | Страна       | Золото | Серебро | Бронза | Всего |
| ----- | ------------ | ------ | ------- | ------ | ----- |
| 1     | Румыния      | 1      | 0       | 0      | 1     |
| 2     | Болгария     | 0      | 1       | 0      | 1     |
| 3     | Чехословакия | 0      | 0       | 1      | 1     |
|       | Всего        | 1      | 1       | 1      | 3     |

### Женщины
| Место | Страна   | Золото | Серебро | Бронза | Всего |
| ----- | -------- | ------ | ------- | ------ | ----- |
| 1     | СССР     | 1      | 0       | 0      | 1     |
| 2     | Болгария | 0      | 1       | 0      | 1     |
| 3     | Румыния  | 0      | 0       | 1      | 1     |
|       | Всего    | 1      | 1       | 1      | 3     |

## Состав сборной СССР
В.Волощук, Ф.Гольдгубер, Н.Задорожная, Л.Гуреева, Е.Коржова, Г.Логвиненко, В.Макарова, Л.Михайловская, Е.Никитичева, Г.Петрашкевич, Т.Рассадникова, тренеры Е.Горбачев, Д.Шилло